# James R. Heath
James R. Heath (* um 1962) ist ein US-amerikanischer Chemiker und Nanowissenschaftler an der University of California, Los Angeles und dem California Institute of Technology.

## Leben
Heath erwarb 1984 an der Baylor University einen Bachelor und wurde 1988 bei Richard E. Smalley an der Rice University mit der Arbeit Metal, semiconductor, and carbon cluster studies including the discovery and characterization of C₆₀ : buckminsterfullerene promoviert. Als Postdoktorand arbeitete er an der University of California, Berkeley und dem Thomas J. Watson Research Center. 1994 erhielt er eine erste Professur an der University of California, Los Angeles (UCLA), 1997 eine ordentliche Professur. Hier gründete er das California NanoSystems Institute, das er bis 2000 leitete als er an das California Institute of Technology (Caltech) wechselte. Am Caltech ist er Elizabeth W. Gilloon Professor und Professor für Chemie, an der UCLA ist er Professor für Molekulare und medizinische Pharmakologie. Außerdem ist er Direktor des National Cancer Institutes NSB Cancer Center.

## Wirken
Heath war als Doktorand an der Arbeitsgruppe beteiligt, die das C60-Fulleren („buckyball“) erstmals herstellte (Nobelpreis für Chemie 1996 an Richard E. Smalley, Robert F. Curl und Harold Kroto). Heath baute einen molekularen Schalter (molecular swith), der als wichtiges Element zukünftiger Nano-Apparate gilt.
Heaths interdisziplinäre Arbeitsgruppe befasste sich mit Quantenphasenübergängen, sowie mit Bauplänen, Bauteilen und Schaltkreisen für Molekularelektronik. Neuere Arbeiten befassen sich mit der Anwendung der Nanoelektronik in Krebsforschung und -diagnostik.
Das Forbes Magazine zählte Heath 2009 zu den sieben wichtigsten Erfindern weltweit. Auf der Liste von Thomson Reuters der meistzitierten Chemiker der Jahre 2000 bis 2010 rangiert Heath auf Platz 28.

## Auszeichnungen (Auswahl)
- 1988–1990 Fellow des Miller Institute for Basic Research in Science[5]
- 1997 Sloan Research Fellow
- 1999 Fellow der American Physical Society
- 2000 Julius-Springer-Preis[6]
- 2000 Feynman Prize in Nanotechnology[2]
- 2001 Sackler-Preis in Chemie[7]